# One Liberty Plaza

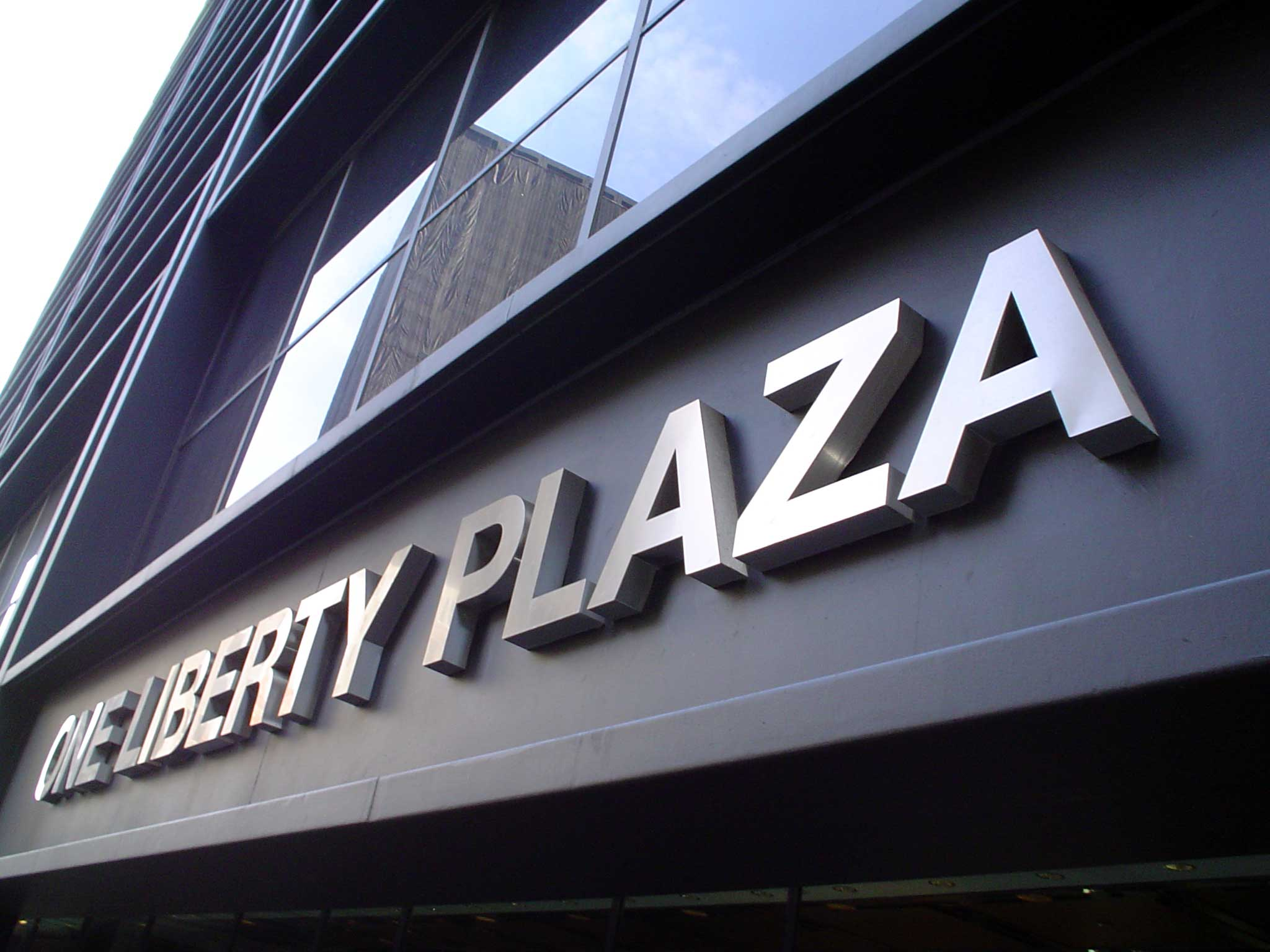
Parterul clădirii. Februarie 2005

One Liberty Plaza este un zgârie-nori în cartierul Manhattan din New York City. Numără 54 etaje (226 m). Fiecare etaj măsoară aproximativ un acru (4.046 m²), ceea ce face ca edificiul să fie unul dintre cele mai spațioase din oraș. Clădirea a fost construită în 1973 și s-a clasat în 2006 pe locul 188 în clasamentul celor mai înalte edificii de pe Pământ.
Fațada zgârie-norului este de culoare neagră. Este situat lângă teritoriul ocupat odată de World Trade Center, de aceea la 11 septembrie 2001 a suferit stricăciuni ce s-au rezumat la spargerea geamurilor și decolorarea fațadei.